# 国民体育大会弓道競技
国民スポーツ大会の弓道競技について

## 大会方式
近的競技と遠的競技を実施。いずれも予選と決勝に分けて行い、特別演武も実施。

## 歴史
第4回（1949年）より競技に採用されており、武道系競技では柔道に次いで2競技目となる。